# Хеллер, Лукас
Лукас Хеллер (нем. Lukas Heller; 21 июля 1930[…], Киль, провинция Шлезвиг-Гольштейн — 2 ноября 1988[…]) — немецкий сценарист, рождённый в Киле. Он выиграл премию Эдгара Аллана По за лучший фильм за фильм «Тише, тише, милая Шарлотта» (1964).

## Биография
Родился 21 июля 1930 года в еврейской семье в Киле. Родители Хеллера бежали вместе с ним из Германии от антиеврейского нацистского террора в Великобританию.
Он женился на Кэролайн Картер, в браке было двое детей и оба впоследствии стали сценаристами — Бруно и Зои Хеллеров. Разошёлся с Кэролайн в 1970 году.
Лукас Хеллер умер 2 ноября 1988 года и был похоронен на кладбище Хайгейт в Лондоне.

## Творчество
После нескольких попыток закрепиться в разных профессиях он пришел в кино.
В 1959 году он проявил себя как дополнительный автор диалогов для фильма «Сапфир» режиссёра Бэзила Дирдена. В 1962 году последовал психологический триллер «Что случилось с Бэби Джейн?». Первый сценарий Хеллера был прорывным: фильм был снят Робертом Олдричем с Джоан Кроуфорд и Бетт Дэвис в главных ролях и получил широкое признание. Олдрич также снял фильмы «Полет Феникса», военный фильм «Грязная дюжина» и детективный триллер «Колыбельная для трупа» по сценариям Хеллера. Эти фильмы также имели огромный успех.

## Фильмография
- Что случилось с Бэби Джейн? (англ. What Ever Happened to Baby Jane?), 1962.
- Полёт Феникса (англ. The Flight of the Phoenix), 1965.
- Грязная дюжина (англ. The Dirty Dozen), 1967
- Слишком поздно, герой (англ. Too Late the Hero), 1970.
- Проклятая долина (англ. Damnation Alley), 1977.
- Сын Гитлера[англ.] англ. Son of Hitler (1979, c Буркхардом Дристом[англ.])
- СС Гитлера: Портрет зла[англ.] англ. Hitler's SS: Portrait in Evil (1985, ТВ)
- Голубой город[англ.] англ. Blue City (1986)